# Letland ved sommer-OL 2012
Letland deltog ved Sommer-OL 2012 i London som blev arrangeret i perioden 27. juli til 12. august 2012. 

## Medaljer
| 2012 London | Guld | Sølv | Bronze | Total |
| Letland     | 1    | 0    | 1      | 2     |

## Medaljevinderne
| Letland ved sommer-OL 2012 London | Letland ved sommer-OL 2012 London | Letland ved sommer-OL 2012 London | Letland ved sommer-OL 2012 London | Letland ved sommer-OL 2012 London |
| Medaljer                          | Atlet                             | Sport                             | Øvelse                            | Resultat                          |
| --------------------------------- | --------------------------------- | --------------------------------- | --------------------------------- | --------------------------------- |
| Gull                              | Māris Štrombergs                  | Cykling                           | BMX, mænd                         |                                   |
| Bronze                            | Mārtiņš Pļaviņš Jānis Šmēdiņš     | Volleyball                        | beachvolley mænd                  |                                   |

| Olympiske Lege | Spire Denne artikel om Olympiske Lege er en spire som bør udbygges. Du er velkommen til at hjælpe Wikipedia ved at udvide den. |